# Baeacris punctulatus
Baeacris punctulatus är en insektsart som först beskrevs av Carl Peter Thunberg 1824.  Baeacris punctulatus ingår i släktet Baeacris och familjen gräshoppor. Inga underarter finns listade i Catalogue of Life.